# Darío Sierra
Darío Sierra más conocido como "Chusco Sierra" (Medellín, Colombia; 12 de abril de 1967) es un exfutbolista y director técnico colombiano. Actualmente ejerce como delegado deportivo y asistente técnico en Águilas Doradas.

## Jugador
Chusco se inició jugando para todas las categorías de la Selección de fútbol de Antioquia, siendo dirigido por Juan José Peláez y teniendo como compañeros a varios jugadores que también llegaron al fútbol profesional como Andrés Escobar y Oswaldo "Sombra" Durán.
Tras destacarse en esos torneos interdepartamentales va al Independiente Medellín allí es dirigido por el entrenador Jaime "Flaco" Rodríguez, quien lo pone a jugar por primera vez con el equipo poderoso en un partido amistoso de pretemporada frente a Millonarios en donde fue la figura del encuentro, al último minuto consigue que Alberto Gamero le cometa un penal pero a pesar de querer ejecutar el cobro Carlos Castro fue el que lo pateó.
Oficialmente Chusco debutá en la Primera División de Colombia con el Independiente Medellín en la temporada 1988, su primer gol se lo convirtió al Deportes Tolima gracias a una asistencia del argentino Nene Díaz, con altas y bajas también paso cedido por el Envigado FC , Real Cartagena, Cortuluá, Deportes Quindío en Colombia. Su única experiencia internacional fue con el Aucas de Ecuador, en donde llegó a mediados de la temporada 2000 junto con su compatriota Wilson Cano. En octubre se le resindio su control por bajo rendimiento.
Al culminar su carrera y pese haber jugado más de 333 partidos profesionales anotando 33 goles, desafortunadamente se le fue catalogado por algún sector de la prensa como: "un jugador que se quedó en promesa", dando a entender que nunca llegó a mostrar todas sus cualidades.
Además, Chusco estuvo preseleccionado en un par de ocasiones por el entrenador Bolillo Gómez para integrar la Selección de fútbol de Colombia aunque al momento de dar el listado final nunca fue convocado debido a la gran competencia que tenía en su posición.

## En la dirección técnica

### Asistente técnico
Tras haberse retirado como futbolista profesional Chusco dirige durante 2 años una escuela de formación y posteriormente tras la invitación de Eduardo Pimentel propietario del Boyacá Chicó llega al equipo ajedrezado para ser el asistente técnico de Alberto Gamero, allí llegó a ser campeón en 2008 ganándole la final al América de Cali.
A mediados del 2010 asiste brevemente a Panzer Carvajal en el Independiente Medellín. De allí pasa al Itagúi Ditaires (actual Águilas Doradas) donde está dos años como asistente y logra el ascenso a primera división, allí acompaña a Álvaro de Jesús Gómez y Hernan Torres.
Tras una gran campaña con Torres son contratados por Millonarios en donde se consagran campeones de la tan anhelada estrella 14 venciendo en la tanda de penaltis al DIM. Además, estuvieron a 1 gol de jugar la final de la Copa Sudamericana. Posteriormente pasan al Independiente Medellín y Alajuelense, siendo subcampeones de liga en ambas instituciones.
Luego de dirigir en propiedad al Boyacá Chicó, regresa al cuerpo técnico de Alberto Gamero. Más adelante llega a Panamá como asistente en el San Francisco FC. Sin mayor trascendencia en estas etapa se vuelve a unir a Hernan Torres donde celebran el título de la Primera División del Perú.
También fue asistente de Mayer Candelo en el Cortuluá, siendo subcampeones del repechaje de ascenso.
El 28 de abril de 2022 tras 6 años por fuera de la institución regresa al Boyacá Chicó. Entre julio y septiembre se marcha del club para asistir en 13 partidos a Mayer Candelo en el Deportivo Cali.
Nuevamente, regreso al Boyacá Chicó donde logra ascender asistiendo al mexicano Mario García. Ya en 2023 en el Cuadrangular semifinal del Torneo Apertura llegan a la última fecha con una gran posibilidad de jugar la final pero tras caer derrotados frente al América de Cali y la victoria de Millonarios ante el DIM esta se esfumó, en el Torneo Finalización renuncian tras un mal arranque de temporada.

### Entrenador

#### Boyacá Chicó
Para enero de 2016 tras 10 temporadas como asistente técnico, el Chusco llega como entrenador en propiedad del Boyacá Chicó, en reemplazo del Chicho Pérez, empezando a dirigir desde la segunda fecha del Torneo Apertura 2016. Debido a malos resultados es despedido en la fecha 17, luego de 22 partidos dirigidos (6) de Copa y (16) de Liga. Para la pretemporada del Torneo Finalización fue contratado nuevamente por el Boyacá Chicó.

## Clubes

### Como jugador
| País                | Club                   | Temporada                                   | Partidos    | Goles       |
| ------------------- | ---------------------- | ------------------------------------------- | ----------- | ----------- |
| Colombia            | Independiente Medellín | 1988-1991, 1992-1994, 1995-1996 y 1997-1998 | 196         | 21          |
| Colombia            | Envigado FC            | 1991                                        | 28          | 1           |
| Colombia            | Once Caldas            | 1992                                        | 14          | 0           |
| Colombia            | Cortuluá               | 1994                                        | 36          | 3           |
| Colombia            | Cúcuta Deportivo       | 1996                                        | 26          | 1           |
| Colombia            | Deportes Quindio       | 1999                                        | 22          | 7           |
| Colombia            | Real Cartagena         | 2000                                        | 12          | 0           |
| Ecuador             | Aucas                  | 2000                                        | Desconocido | Desconocido |
| Total en su carrera | Total en su carrera    | Total en su carrera                         | 333         | 33          |

### Como asistente técnico
| Equipo                            | AT de:                | Periodo                 | Periodo                  |
| Equipo                            | AT de:                | Desde                   | Hasta                    |
| --------------------------------- | --------------------- | ----------------------- | ------------------------ |
| Boyacá Chicó · Colombia           | Alberto Gamero        | 6 de marzo de 2006      | 31 de diciembre de 2009  |
| Independiente Medellín · Colombia | Panzer Carvajal       | 27 de julio de 2010     | 7 de febrero de 2011     |
| Águilas Doradas · Colombia        | Álvaro de Jesús Gómez | 31 de mayo de 2011      | 31 de diciembre de 2011  |
| Águilas Doradas · Colombia        | Hernán Torres         | 4 de enero de 2012      | 6 de julio de 2012       |
| Millonarios · Colombia            | Hernán Torres         | 8 de julio de 2012      | 3 de diciembre de 2013   |
| Independiente Medellín · Colombia | Hernán Torres         | 21 de febrero de 2014   | 4 de mayo de 2015        |
| Alajuelense · Costa Rica          | Hernán Torres         | 12 de junio de 2015     | 28 de diciembre de 2015  |
| Junior · Colombia                 | Alberto Gamero        | 18 de diciembre de 2016 | 26 de marzo de 2017      |
| San Francisco FC · Panamá         | Andrés Domínguez      | 15 de agosto de 2017    | 19 de mayo de 2018       |
| FBC Melgar · Perú                 | Hernán Torres         | 24 de mayo de 2018      | 6 de diciembre de 2018   |
| Cortuluá · Colombia               | Mayer Candelo         | 6 de marzo de 2019      | 6 de diciembre de 2019   |
| Boyacá Chicó · Colombia           | Mario García          | 28 de abril de 2022     | 8 de julio de 2022       |
| Deportivo Cali · Colombia         | Mayer Candelo         | 9 de julio de 2022      | 22 de septiembre de 2022 |
| Boyacá Chicó · Colombia           | Mario García          | 14 de octubre de 2022   | 14 de agosto de 2023     |
| Águilas Doradas · Colombia        | Pedro Depablos        | 16 de diciembre de 2024 | 21 de marzo de 2025      |
| Águilas Doradas · Colombia        | Gustavo Florentín     | 22 de marzo de 2025     | 22 de abril de 2025      |
| Águilas Doradas · Colombia        | Pablo de Muner        | 24 de junio de 2025     | Presente                 |

### Como entrenador
| Equipo                  | Periodo               | Periodo               | Historial | Historial | Historial | Historial | Historial |
| Equipo                  | Desde                 | Hasta                 | PJ        | PG        | PE        | PP        | %         |
| ----------------------- | --------------------- | --------------------- | --------- | --------- | --------- | --------- | --------- |
| Boyacá Chicó · Colombia | 2 de febrero de 2016  | 14 de mayo de 2016    | 22        | 4         | 10        | 8         | 33.33%    |
| Boyacá Chicó · Colombia | 1 de julio de 2016    | 27 de agosto de 2016  | 10        | 1         | 1         | 8         | 13.33%    |
| Boyacá Chicó · Colombia | Total club            | Total club            | 32        | 5         | 11        | 16        | 27.09%    |
| Total como entrenador   | Total como entrenador | Total como entrenador | 32        | 5         | 11        | 16        | 27.09%    |

## Palmarés

### Como asistente
| Título              | Club            | País     | Año  |
| ------------------- | --------------- | -------- | ---- |
| Torneo Apertura     | Boyacá Chicó    | Colombia | 2008 |
| Primera B           | Águilas Doradas | Colombia | 2010 |
| Torneo Finalización | Millonarios     | Colombia | 2012 |
| Torneo Clausura     | F. B. C. Melgar | Perú     | 2018 |
| Primera B           | Boyacá Chicó    | Colombia | 2022 |

## Plano personal
Su apodo de "Chusco" se lo colocó un amigo suyo del barrio popular #1 en Medellín cuando eran unos niños.
Su hijo es el actual futbolista Tomás Sierra, quien juega para el San Francisco Fútbol Club de Panamá.